# Taizhou
Taizhou (en chino simplificado, 台州; pinyin, Táizhōu) es una ciudad-prefectura en la provincia de Zhejiang, República Popular de China. Limita al norte con Ningbo, al sur con Wenzhou, al oeste con Jinhua y al este con el Mar de China Oriental. Su área es de 9411 km² y su población es cerca de 6 millones. La lengua local no es el mandarín sino una variedad de chino wu (吳語, wúyǔ).

## Administración
La ciudad-prefectura de Taizhou en divide en siete localidades que se administran en tres distritos urbanos, tres ciudades suburbanas y tres condados.
- Distrito Jiaojiang (椒江区)
- Distrito Huangyan (黄岩区)
- Distrito Luqiao (路桥区)
- Ciudad Linhai (临海市)
- Ciudad Wenling (温岭市)
- Ciudad Yuhuan (玉环市)
- Condado Sanmen (三门县)
- Condado Tiantai (天台县)
- Condado Xianju (仙居县)

## Toponimia
Su nombre deriva del de la Cordillera del Tiantai.

## Historia
Hace cinco mil años, los antepasados de los habitantes modernos comenzaron a establecerse en esta zona. Allí se asentaron los primeros pueblos baiyue.
Durante las dinastías Xia, Shang y Zhou, cuando el estado chino se limitaba en gran medida a la cuenca del río Amarillo, la zona que se corresponde con la actual Taizhou formaba parte de Dong'ou. Después de las conquistas del Imperio Qin en el siglo III a. C., aquí se fundó la ciudad de Huipu. Inicialmente se incluyó en la prefectura de Minzhong, pero luego se trasladó a Kuaiji durante la dinastía Han.

## Transporte
Taizhou era en épocas pasadas una zona relativamente inaccesible. Esto ha cambiado gracias a las infraestructuras construidas en la década de 1990 y principios de 2000. En la actualidad, Taizhou tiene acceso por carreteras que la conectan con las ciudades vecinas. Además, el aeropuerto internacional de Taizhou tiene salidas a diferentes ciudades del país, con conexiones diarias con Pekín y Shanghái. En octubre de 2009, se abrió la conexión de tren rápido entre Hangzhou-Ningbo-Taizhou y Wenzhou. Taizhou tiene tres estaciones: en Wenling, Sanmen y Huangyan.

## Clima
Taizhou tiene un clima subtropical húmedo con cuatro estaciones distintivas. Ocasionalmente azotada por tifones en los veranos, el clima se caracteriza por veranos cálidos y húmedos e inviernos secos y fríos con nevadas ocasionales. La temperatura media anual es de 16,6 a 17,5 °C, mientras que la precipitación media anual varía de 1,185 a 2,029 milímetros.
| Parámetros climáticos promedio de Taizhou, 2013-2015      | Parámetros climáticos promedio de Taizhou, 2013-2015 | Parámetros climáticos promedio de Taizhou, 2013-2015 | Parámetros climáticos promedio de Taizhou, 2013-2015 | Parámetros climáticos promedio de Taizhou, 2013-2015 | Parámetros climáticos promedio de Taizhou, 2013-2015 | Parámetros climáticos promedio de Taizhou, 2013-2015 | Parámetros climáticos promedio de Taizhou, 2013-2015 | Parámetros climáticos promedio de Taizhou, 2013-2015 | Parámetros climáticos promedio de Taizhou, 2013-2015 | Parámetros climáticos promedio de Taizhou, 2013-2015 | Parámetros climáticos promedio de Taizhou, 2013-2015 | Parámetros climáticos promedio de Taizhou, 2013-2015 | Parámetros climáticos promedio de Taizhou, 2013-2015 |
| Mes                                                       | Ene.                                                 | Feb.                                                 | Mar.                                                 | Abr.                                                 | May.                                                 | Jun.                                                 | Jul.                                                 | Ago.                                                 | Sep.                                                 | Oct.                                                 | Nov.                                                 | Dic.                                                 | Anual                                                |
| --------------------------------------------------------- | ---------------------------------------------------- | ---------------------------------------------------- | ---------------------------------------------------- | ---------------------------------------------------- | ---------------------------------------------------- | ---------------------------------------------------- | ---------------------------------------------------- | ---------------------------------------------------- | ---------------------------------------------------- | ---------------------------------------------------- | ---------------------------------------------------- | ---------------------------------------------------- | ---------------------------------------------------- |
| Temp. máx. media (°C)                                     | 12.2                                                 | 12.4                                                 | 17.0                                                 | 21.3                                                 | 25.5                                                 | 28.6                                                 | 32.6                                                 | 32.3                                                 | 28.8                                                 | 25.0                                                 | 19.4                                                 | 12.8                                                 | 22.3                                                 |
| Temp. media (°C)                                          | 8.4                                                  | 9.1                                                  | 13.1                                                 | 17.3                                                 | 22.1                                                 | 25.6                                                 | 29.1                                                 | 28.8                                                 | 25.7                                                 | 21.3                                                 | 16.0                                                 | 9.1                                                  | 18.8                                                 |
| Temp. mín. media (°C)                                     | 4.6                                                  | 5.9                                                  | 9.2                                                  | 13.2                                                 | 18.8                                                 | 22.6                                                 | 25.5                                                 | 25.3                                                 | 22.5                                                 | 17.7                                                 | 12.6                                                 | 5.4                                                  | 15.3                                                 |
| Precipitación total (mm)                                  | 37.6                                                 | 79.7                                                 | 79.1                                                 | 74.5                                                 | 178.3                                                | 262.3                                                | 131.8                                                | 260.9                                                | 145.6                                                | 101.4                                                | 89.5                                                 | 116.2                                                | 1556.8                                               |
| Fuente n.º 1: Tianqi.com,                                 |                                                      |                                                      |                                                      |                                                      |                                                      |                                                      |                                                      |                                                      |                                                      |                                                      |                                                      |                                                      |                                                      |
| Fuente n.º 2: Jiaojiang Agricultural and Forestry Website |                                                      |                                                      |                                                      |                                                      |                                                      |                                                      |                                                      |                                                      |                                                      |                                                      |                                                      |                                                      |                                                      |

## Ciudades hermanas
- Tsuruga
- Santos
- Muan
- Iquique
- Nevers
- Timișoara
- Hanau, Hesse, Darmstadt
- Fort Wayne, Indiana
- Zaragoza